# Josip Mustać
Josip Mustać (Privlaka, 5. rujna 1935. – Gospić, 15. siječnja 2015.) – hrvatski katolički svećenik, monsinjor
Rodio se 5. rujna 1935. godine u Privlaci kod Zadra. U Senju se zaredio za svećenika 3. srpnja 1960. godine. Bio je župnik župe Cvitović kraj Slunja od listopada 1960., a na čelu župe Drežnik od 1963. godine. Došao je u župu Perušić-Kaluđerovac 1965. godine i ostao u njoj do smrti – 50 godina, a ukupno je imao 55 godina svećeništva. 
Bio je začasni kanonik katedralnog kaptola sv. Marije u Senju i dekan Perušićkog i Gospićkog dekanata. 